# Pechowiec
Pechowiec (fr. La chèvre) – francusko-meksykański film komediowy z 1981 roku w reżyserii Francisa Vebera. Zdjęcia kręcono w Paryżu, Acapulco oraz na terenie meksykańskich stanów Hidalgo i Jalisco.

## Fabuła
Córka bogatego francuskiego przedsiębiorcy znika w tajemniczych okolicznościach w Ameryce Południowej. Poszukiwania prowadzone przez najlepszego we Francji prywatnego detektywa, Campany nie dają rezultatu. Jeden z doradców ojca dziewczyny przekonuje go do szaleńczego pomysłu. Postanawia wysłać na poszukiwanie dziewczyny Perrina, jednego z pracowników firmy. Perrin przez całe życie padał ofiarą nieprawdopodobnych pechowych wypadków losowych, podobnie jak zaginiona córka biznesmena, którą także prześladował pech. To podobieństwo może, jego zdaniem, pomóc w znalezieniu zaginionej. Ojciec dziewczyny przystaje na to, wysyła więc ponownie do Meksyku Campanę w towarzystwie Perrina.

## Obsada
- Pierre Richard - François Perrin
- Gérard Depardieu - Campana
- Corynne Charbit - Marie
- Michel Robin - Pan Bens
- André Valardy - Meyer
- Pedro Armendáriz Jr. - Custao